# Fossum-híd
A Fossum-híd (norvégül: Fossum bru) közúti függőhíd, amely a Glomma-folyó felett ível át Askimnál, Østfold megyében, Norvégiában. A Fossum-híd leghosszabb fesztávja pillérei közt 125 méter. A korábbi fahíd 1856-ban épült, ami 1940-ben semmisült meg a háború során.

## Fordítás
Ez a szócikk részben vagy egészben  a   Fossum Bridge című angol Wikipédia-szócikk ezen változatának fordításán alapul.  Az eredeti cikk szerkesztőit annak laptörténete sorolja fel. Ez a jelzés csupán a megfogalmazás eredetét és a szerzői jogokat jelzi, nem szolgál a cikkben szereplő információk forrásmegjelöléseként.